# Кресвелл (Орегон)
Кресвелл (англ. Creswell) — місто (англ. city) в США, в окрузі Лейн штату Орегон. Населення — 5697 осіб (2020).

## Географія
Кресвелл розташований за координатами 43°55′21″ пн. ш. 123°0′50″ зх. д. / 43.92250° пн. ш. 123.01389° зх. д. (43.922501, -123.013977).  За даними Бюро перепису населення США в 2010 році місто мало площу 4,44 км², з яких 4,40 км² — суходіл та 0,04 км² — водойми.

## Демографія
Згідно з переписом 2010 року, у місті мешкала 5031 особа в 1906 домогосподарствах у складі 1366 родин. Густота населення становила 1132 особи/км².  Було 2023 помешкання (455/км²).
Расовий склад населення:
| - 89,6 % — білих - 1,0 % — корінних американців - 1,0 % — азіатів - 0,4 % — чорних або афроамериканців - 0,1 % — вихідців з тихоокеанських островів - 4,1 % — осіб інших рас |

До двох чи більше рас належало 3,7 %. Частка іспаномовних становила 8,6 % від усіх жителів.
За віковим діапазоном населення розподілялося таким чином: 26,8 % — особи молодші 18 років, 61,4 % — особи у віці 18—64 років, 11,8 % — особи у віці 65 років та старші. Медіана віку мешканця становила 35,7 року. На 100 осіб жіночої статі у місті припадало 94,8 чоловіків;  на 100 жінок у віці від 18 років та старших — 90,4 чоловіків також старших 18 років.
Середній дохід на одне домашнє господарство  становив 60 358 доларів США (медіана — 53 449), а середній дохід на одну сім'ю — 65 587 доларів (медіана — 56 109). Медіана доходів становила 39 980 доларів для чоловіків та 35 250 доларів для жінок. За межею бідності перебувало 6,8 % осіб, у тому числі 6,6 % дітей у віці до 18 років та 5,5 % осіб у віці 65 років та старших.
Цивільне працевлаштоване населення становило 2161 осіб. Основні галузі зайнятості: освіта, охорона здоров'я та соціальна допомога — 35,7 %, роздрібна торгівля — 15,9 %, виробництво — 11,9 %, науковці, спеціалісти, менеджери — 11,5 %.